# Uriel Antuna
Carlos Uriel Antuna Romero (sinh ngày 21 tháng 8 năm 1997) là một cầu thủ bóng đá chuyên nghiệp người México hiện thi đấu ở vị trí tiền vệ cho câu lạc bộ Cruz Azul tại Liga MX và đội tuyển quốc gia México.

## Thống kê sự nghiệp

### Câu lạc bộ
Tính đến 15 tháng 10 năm 2022
| Club                  | Season       | League        | League | League | Cup  | Cup   | Continental | Continental | Other | Other | Total | Total |
| Club                  | Season       | Division      | Apps   | Goals  | Apps | Goals | Apps        | Goals       | Apps  | Goals | Apps  | Goals |
| --------------------- | ------------ | ------------- | ------ | ------ | ---- | ----- | ----------- | ----------- | ----- | ----- | ----- | ----- |
| Santos Laguna         | 2016–17      | Liga MX       | 1      | 0      | 1    | 0     | —           | —           | —     | —     | 2     | 0     |
| Groningen (loan)      | 2017–18      | Eredivisie    | 11     | 0      | 1    | 0     | —           | —           | —     | —     | 12    | 0     |
| Groningen (loan)      | 2018–19      | Eredivisie    | 9      | 0      | 1    | 0     | —           | —           | —     | —     | 10    | 0     |
| Groningen (loan)      | Total        | Total         | 20     | 0      | 2    | 0     | —           | —           | —     | —     | 22    | 0     |
| Jong Groningen (loan) | 2017–18      | Derde Divisie | 14     | 3      | —    | —     | —           | —           | —     | —     | 14    | 3     |
| Jong Groningen (loan) | 2018–19      | Derde Divisie | 5      | 2      | —    | —     | —           | —           | —     | —     | 5     | 2     |
| Jong Groningen (loan) | Total        | Total         | 19     | 5      | —    | —     | —           | —           | —     | —     | 19    | 5     |
| LA Galaxy (loan)      | 2019         | MLS           | 31     | 6      | —    | —     | 1           | 0           | 2     | 0     | 34    | 6     |
| Guadalajara           | 2019–20      | Liga MX       | 9      | 0      | 2    | 0     | —           | —           | —     | —     | 11    | 0     |
| Guadalajara           | 2020–21      | Liga MX       | 38     | 6      | —    | —     | —           | —           | —     | —     | 38    | 6     |
| Guadalajara           | 2021–22      | Liga MX       | 15     | 0      | —    | —     | —           | —           | —     | —     | 15    | 0     |
| Guadalajara           | Total        | Total         | 62     | 6      | 2    | 0     | —           | —           | —     | —     | 64    | 6     |
| Cruz Azul             | 2021–22      | Liga MX       | 20     | 2      | —    | —     | 5           | 2           | 1     | 0     | 26    | 4     |
| Cruz Azul             | 2022–23      | Liga MX       | 19     | 2      | —    | —     | –           | –           | –     | –     | 19    | 2     |
| Cruz Azul             | Total        | Total         | 39     | 4      | –    | –     | 5           | 2           | 1     | 0     | 45    | 6     |
| Career total          | Career total | Career total  | 172    | 21     | 5    | 0     | 6           | 2           | 3     | 0     | 186   | 23    |

1. ↑  Includes Copa MX and KNVB Cup
2. ↑  Appearance in Leagues Cup
3. ↑  Appearances in MLS Cup Playoffs
4. ↑  Appearances in CONCACAF Champions League
5. ↑  Appearance in Supercopa de la Liga MX

### Quốc tế
Tính đến ngày 24 tháng 3 năm 2024
| Đội tuyển quốc gia | Năm  | Trận | Bàn |
| ------------------ | ---- | ---- | --- |
| México             | 2019 | 12   | 6   |
| México             | 2020 | 3    | 1   |
| México             | 2021 | 11   | 0   |
| México             | 2022 | 13   | 2   |
| México             | 2023 | 18   | 4   |
| México             | 2024 | 2    | 0   |
| Tổng               | Tổng | 59   | 13  |

Bàn thắng và kết quả của México được để trước.
| #  | Ngày                 | Địa điểm                                                  | Đối thủ     | Bàn thắng | Kết quả | Giải đấu                        |
| -- | -------------------- | --------------------------------------------------------- | ----------- | --------- | ------- | ------------------------------- |
| 1  | 15 tháng 6 năm 2019  | Sân vận động Rose Bowl, Pasadena, Hoa Kỳ                  | Cuba        | 1–0       | 7–0     | CONCACAF Gold Cup 2019          |
| 2  | 15 tháng 6 năm 2019  | Sân vận động Rose Bowl, Pasadena, Hoa Kỳ                  | Cuba        | 4–0       | 7–0     | CONCACAF Gold Cup 2019          |
| 3  | 15 tháng 6 năm 2019  | Sân vận động Rose Bowl, Pasadena, Hoa Kỳ                  | Cuba        | 7–0       | 7–0     | CONCACAF Gold Cup 2019          |
|    | 23 tháng 6 năm 2019  | Sân vận động Bank of America, Charlotte, Hoa Kỳ           | Martinique  | 1–0       | 3–2     | CONCACAF Gold Cup 2019          |
| 4  | 6 tháng 9 năm 2019   | Sân vận động MetLife, East Rutherford, Hoa Kỳ             | Hoa Kỳ      | 3–0       | 3–0     | Giao hữu                        |
| 5  | 11 tháng 10 năm 2019 | Sân vận động quốc gia Bermuda, Devonshire Parish, Bermuda | Bermuda     | 1–0       | 5–1     | CONCACAF Nations League 2019–20 |
| 6  | 19 tháng 11 năm 2019 | Sân vận động Nemesio Díez, Toluca, México                 | Bermuda     | 2–1       | 2–1     | CONCACAF Nations League 2019–20 |
| 7  | 14 tháng 11 năm 2020 | Sân vận động Wiener Neustadt, Wiener Neustadt, Áo         | Hàn Quốc    | 2–1       | 3–2     | Giao hữu                        |
| 8  | 30 tháng 3 năm 2022  | Sân vận động Azteca, Mexico City, México                  | El Salvador | 1–0       | 2–0     | Vòng loai FIFA World Cup 2022   |
| 9  | 9 tháng 11 năm 2022  | Sân vận động Montilivi, Girona, Tây Ban Nha               | Iraq        | 4–0       | 4–0     | Giao hữu                        |
| 10 | 19 tháng 4 năm 2023  | Sân vận động State Farm, Glendale, Hoa Kỳ                 | Hoa Kỳ      | 1–0       | 1–1     | Giao hữu                        |
| 11 | 12 tháng 9 năm 2023  | Sân vận động Mercedes-Benz, Atlanta, Hoa Kỳ               | Uzbekistan  | 3–2       | 3–3     | Giao hữu                        |
| 12 | 14 tháng 10 năm 2023 | Sân vận động Bank of America, Charlotte, Hoa Kỳ           | Ghana       | 2–0       | 2–0     | Giao hữu                        |
| 13 | 17 tháng 10 năm 2023 | Lincoln Financial Field, Philadelphia, Hoa Kỳ             | Đức         | 1–1       | 2–2     | Giao hữu                        |